# Anshu Malik
Anshu Malik (ur. 5 sierpnia 2001) – indyjska zapaśniczka walcząca w stylu wolnym. Dwukrotna olimpijka. Zajęła dziewiąte miejsce w Tokio 2020 w kategorii 57 kg i dwunaste w Paryżu 2024 w tej samej wadze.
Wicemistrzyni świata w 2021. Złota medalistka mistrzostw Azji w 2021; srebrna w 2022; brązowa w 2020 i 2023. Srebrna medalistka igrzysk wspólnoty narodów w 2022. Druga w indywidualnym Pucharze Świata w 2020. Trzecia na MŚ juniorów w 2018. Pierwsza na MŚ kadetów w 2017; trzecia w 2016 i 2018. Mistrzyni Azji juniorek w 2019 i kadetek w 2018. Triumfatorka igrzysk Azji Południowej w 2019 roku.
W roku 2022 została laureatką nagrody Arjuna Award.